# Saint-Antoine-de-Ficalba
Pour les articles homonymes, voir Saint-Antoine.
Saint-Antoine-de-Ficalba est une commune du Sud-Ouest de la France, située dans le département de Lot-et-Garonne (région Nouvelle-Aquitaine).

## Géographie

### Localisation
La commune est située dans la partie centre-est du département de Lot-et-Garonne, sur les plateaux du pays de Serres, dominant la vallée du Lot. Elle fait partie du canton de Villeneuve-sur-Lot-2 et adhère à la communauté d'agglomération du Grand Villeneuvois.

### Communes limitrophes
Les communes limitrophes sont Monbalen, Castella, Hautefage-la-Tour, Pujols et Sainte-Colombe-de-Villeneuve.
|                              | Pujols                   |                   |
| Sainte-Colombe-de-Villeneuve | Saint-Antoine-de-Ficalba | Hautefage-la-Tour |
| Castella                     | Monbalen                 |                   |

### Géologie et relief
La commune est constituée d'un plateau calcaire entaillé par de nombreuses vallées. De nombreuses dolines sont disséminées sur le plateau.

### Hydrographie
La commune est traversée par la Masse de Pujol, affluent du Lot.

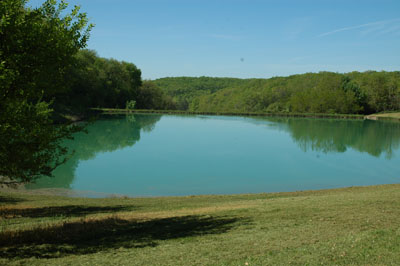
Vallon de Pechlambert.
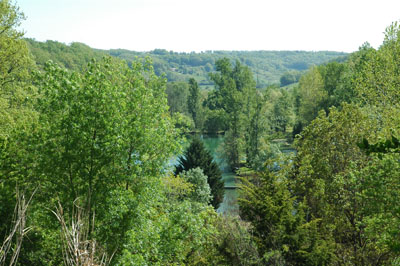
Vallon de Peyrat.
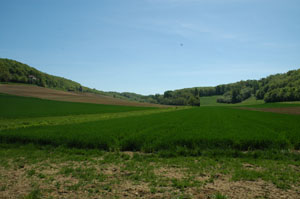
Vallée du Mail.
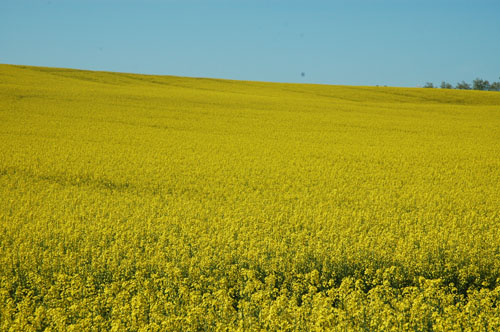
Plateau de Saint-Antoine-de-Ficalba.

### Climat
Pour des articles plus généraux, voir Climat de la Nouvelle-Aquitaine et Climat de Lot-et-Garonne.
Historiquement, la commune est exposée à un climat océanique aquitain.  
En 2020, Météo-France publie une typologie des climats de la France métropolitaine dans laquelle la commune est exposée à un climat océanique altéré et est dans la région climatique Aquitaine, Gascogne, caractérisée par une pluviométrie abondante au printemps, modérée en automne, un faible ensoleillement au printemps, un été chaud (19,5 °C), des vents faibles, des brouillards fréquents en automne et en hiver et des orages fréquents en été (15 à 20 jours).
Pour la période 1971-2000, la température annuelle moyenne est de 12,5 °C, avec une amplitude thermique annuelle de 15,6 °C. Le cumul annuel moyen de précipitations est de 837 mm, avec 11,3 jours de précipitations en janvier et 6,7 jours en juillet. Pour la période 1991-2020, la température moyenne annuelle observée sur la station météorologique la plus proche, située sur la commune de Laroque-Timbaut à 6,58 km à vol d'oiseau, est de 14,0 °C et le cumul annuel moyen de précipitations est de 821,7 mm,. Pour l'avenir, les paramètres climatiques de la commune estimés pour 2050 selon différents scénarios d'émission de gaz à effet de serre sont consultables sur un site dédié publié par Météo-France en novembre 2022.

## Urbanisme

### Typologie
Au 1er janvier 2024, Saint-Antoine-de-Ficalba est catégorisée commune rurale à habitat dispersé, selon la nouvelle grille communale de densité à sept niveaux définie par l'Insee en 2022.
Elle est située hors unité urbaine. Par ailleurs la commune fait partie de l'aire d'attraction de Villeneuve-sur-Lot, dont elle est une commune de la couronne,. Cette aire, qui regroupe 34 communes, est catégorisée dans les aires de 50 000 à moins de 200 000 habitants,.

### Occupation des sols

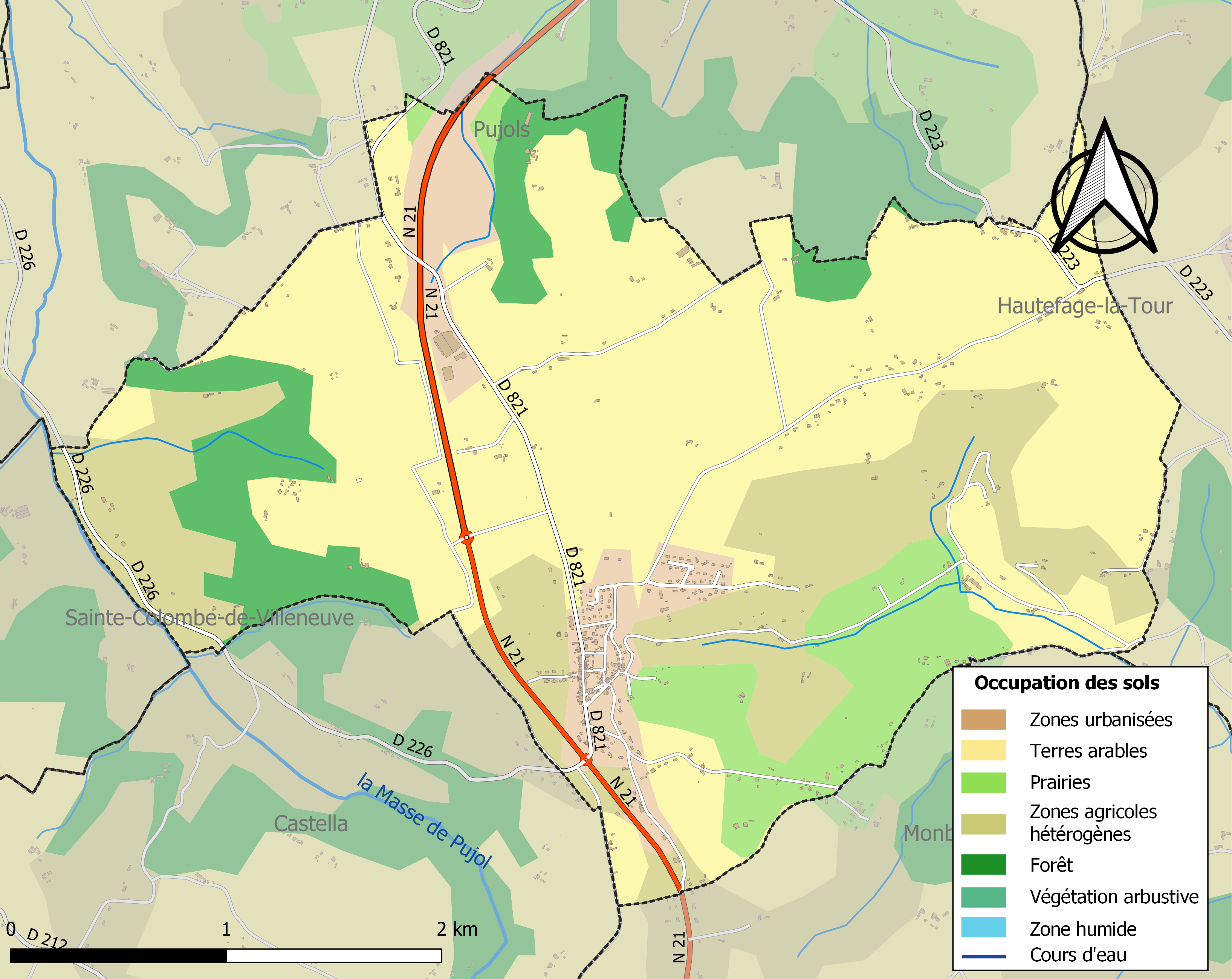
Carte des infrastructures et de l'occupation des sols de la commune en 2018 (CLC).

L'occupation des sols de la commune, telle qu'elle ressort de la base de données européenne d’occupation biophysique des sols Corine Land Cover (CLC), est marquée par l'importance des territoires agricoles (83,6 % en 2018), en diminution par rapport à 1990 (91,2 %). La répartition détaillée en 2018 est la suivante : 
terres arables (54,2 %), zones agricoles hétérogènes (20,6 %), prairies (8,8 %), forêts (8,8 %), zones urbanisées (4,1 %), zones industrielles ou commerciales et réseaux de communication (3,4 %). L'évolution de l’occupation des sols de la commune et de ses infrastructures peut être observée sur les différentes représentations cartographiques du territoire : la carte de Cassini (XVIIIe siècle), la carte d'état-major (1820-1866) et les cartes ou photos aériennes de l'IGN pour la période actuelle (1950 à aujourd'hui).

### Voies de communication et transports
La route nationale 21 traverse la commune.

### Risques majeurs
Le territoire de la commune de Saint-Antoine-de-Ficalba est vulnérable à différents aléas naturels : météorologiques (tempête, orage, neige, grand froid, canicule ou sécheresse), mouvements de terrains et séisme (sismicité très faible). Il est également exposé à un risque technologique, le transport de matières dangereuses. Un site publié par le BRGM permet d'évaluer simplement et rapidement les risques d'un bien localisé soit par son adresse soit par le numéro de sa parcelle.

#### Risques naturels
Les mouvements de terrains susceptibles de se produire sur la commune sont des affaissements et effondrements liés aux cavités souterraines (hors mines), des glissements de terrain et des tassements différentiels. Afin de mieux appréhender le risque d’affaissement de terrain, un inventaire national permet de localiser les éventuelles cavités souterraines sur la commune.

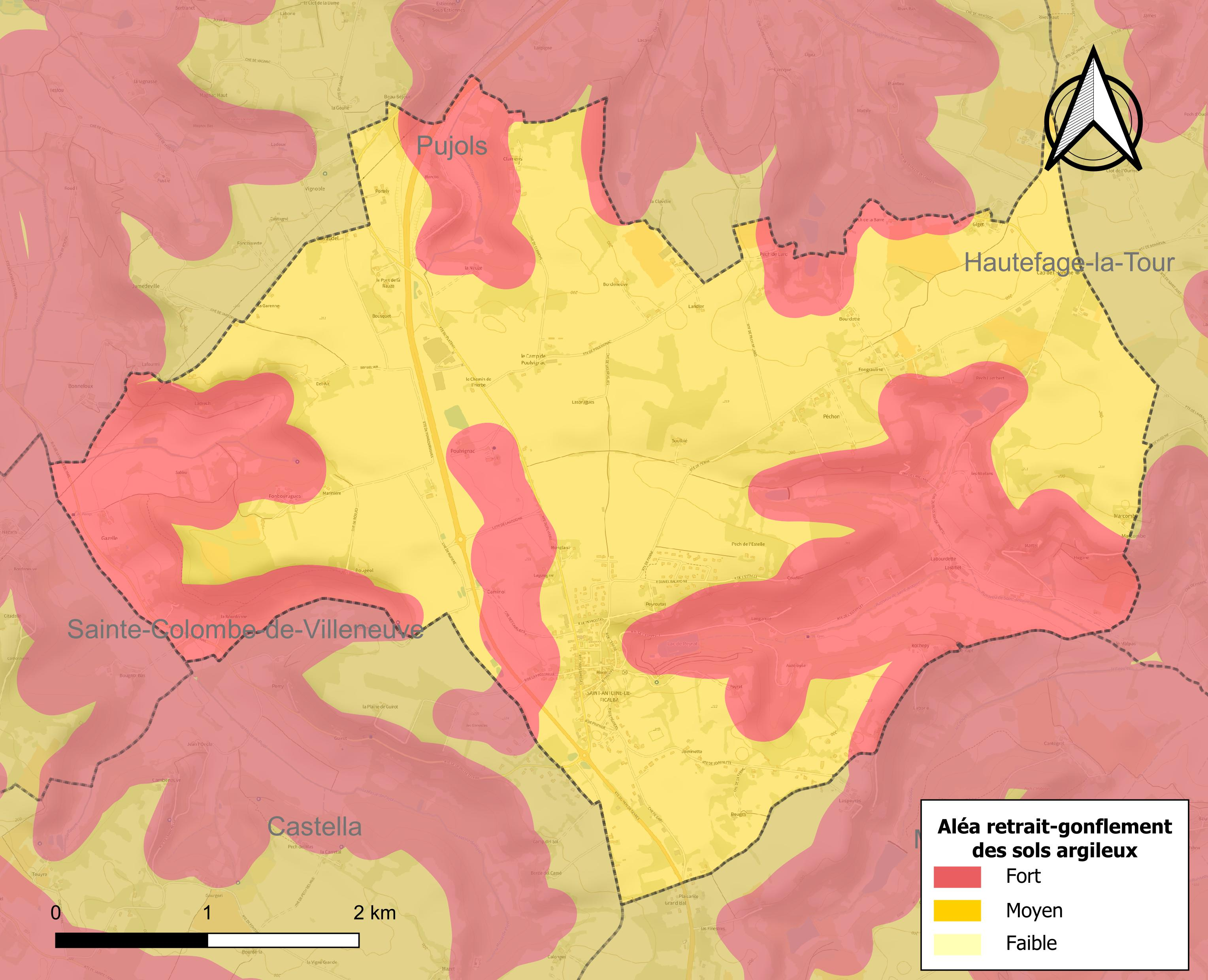
Carte des zones d'aléa retrait-gonflement des sols argileux de Saint-Antoine-de-Ficalba.

Le retrait-gonflement des sols argileux est susceptible d'engendrer des dommages importants aux bâtiments en cas d’alternance de périodes de sécheresse et de pluie. La totalité de la commune est en aléa moyen ou fort (91,8 % au niveau départemental et 48,5 % au niveau national). Depuis le 1er octobre 2020, en application de la loi ELAN, différentes contraintes s'imposent aux vendeurs, maîtres d'ouvrages ou constructeurs de biens situés dans une zone classée en aléa moyen ou fort,.
La commune a été reconnue en état de catastrophe naturelle au titre des dommages causés par les inondations et coulées de boue survenues en 1982, 1993, 1999, 2003 et 2009, par la sécheresse en 2003, 2005, 2006 et 2011 et par des mouvements de terrain en 1999.

## Histoire
Voici quelques dates et exemples :
École de Saint-Antoine-de-Ficalba : depuis 1833, la commune de Saint-Antoine-de-Ficalba avait loué ou acheté des maisons ou ateliers pour abriter l'école. En 1869, à la demande du sous-préfet, il est décidé de construire une mairie-école (école de garçons). En 1870, l'État pense aux filles et l'école libre devient école publique en conservant toutefois les religieuses dont l'excellent travail était reconnu par tous. En 1932, le conseil municipal décide la construction d'une classe de filles, pas de mixité mais la loi de gémination étant passée par là on pouvait, dorénavant mêler filles et garçons. Le projet de réfection et agrandissement du bâtiment une mairie-école de 1870 est confié à Gaston Rapin, architecte communal de Villeneuve-sur-Lot, et à son associé Viguié. Le devis de 1936 prévoit des fondations en béton, des élévations en moellon et une charpente en sapin ; jeux de brique et pierre aux encadrements de baies et chaînages d'angles. Le terrain est acquis en 1938, et les travaux reçus en 1939. Dans les années 1980 une classe maternelle sera ajoutée et en 2010 l'étude pour une forte extension est en cours.
Mairie de Saint-Antoine-de-Ficalba : le 4 septembre 1870 la municipalité s'installe dans « l'hôtel de la mairie », c'est-à-dire la salle de classe de la mairie-école où il faut tout chambouler à chaque fois. Donc, en août 1936 décision est prise d'édifier une mairie en face de l'école ; c'est à nouveau M. Rapin qui en est le maître-d'œuvre. Le 6 novembre 1938, les édiles s'y installent officiellement. En 2005, il est décidé d'installer la mairie dans le centre du bourg dans la maison dite du Curé Armand. Le conseil municipal y emménage en 2007.
Bureau de Poste : d les années 1970 la commune se dote d'un Bureau de Poste avec logement pour le receveur. À partir de 2010, la fonction d'agence postale sera effectué par l'épicerie du bourg.
Salle des Fêtes : La salle des Fêtes voit le jour en 1980. Un projet de rénovation est en cours en 2012.
Lac de Peyrat : en 1970, aménagement du lac de Peyrat.
Sujets divers : le 16 février 1919 le sous-préfet décide, officiellement, d'ajouter de Ficalba au nom de la commune afin d'éviter toute confusion avec d'autres Saint-Antoine. Ce n'est qu'en 1923 que sera demandé le goudronnage de la Nationale 21 dans la traversée du village.
Si en 1925 le conseil est d'accord sur le principe d'électrification de la commune, ceci ne sera effectif que pendant la Seconde Guerre mondiale.
En 1933 les habitants des lieux-dits Guirot et Lagabache, commune du Castella, demandent leur rattachement à Saint-Antoine, et le 17 mars 1935 ce sont les élus qui demandent cette annexion.
Anecdotes :  paroisse et République, lors de la séparation des églises et de l'État le curé de l'époque, l'abbé Armand, craignant d'être expulsé de son presbytère, achète une maison contiguë à celui-ci pour s'y loger « au cas où ». L'achat se fait pour le diocèse avec bénéfice des revenus éventuels pour le prêtre résidant. Cette maison possédait une pièce de terre hors bourg, sur la route de Penne-d'Agenais avec une cabane en pierre ; cette bâtisse, toujours visible, est devenue pour les habitants la cabane du curé Armand et sa maison achetée pour se protéger de cette République qui lui faisait si peur abrite, aujourd'hui, les services de celle-ci. Un arrêté du 3 juin 1908, anticléricalisme oblige, interdit toute procession sur le territoire de la commune ; arrêté reconduit en 1912 mais, par la suite les choses s'arrangent.
La circulation et la vitesse ont toujours été un problème, à preuve ces deux arrêtés des maires du moment : le 16 septembre 1927 la vitesse est limitée à 18 km/h dans la traversée du village et elle sera portée à 40 km/h que le 18 mai 1947. Fin 1953 Saint-Antoine a, enfin, une distribution d'eau potable municipale ; adieu puits et fontaines.

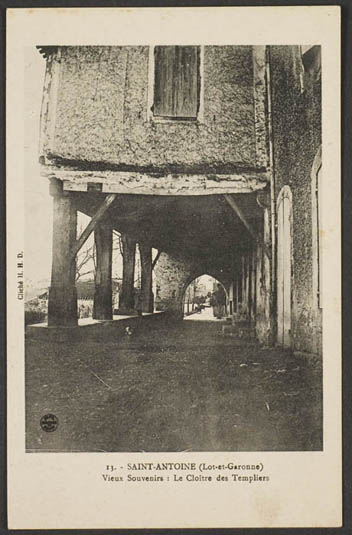
Cloître des Templiers.
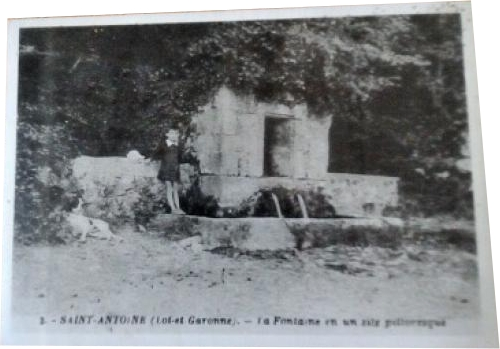
Vue sur la Fontaine.

## Héraldique
| Blason de Saint-Antoine-de-Ficalba | Blason  | D'argent au tau d'azur chargé sur sa branche transversale de trois besants d'or. |
| Blason de Saint-Antoine-de-Ficalba | Détails | Le statut officiel du blason reste à déterminer.                                 |

## Politique et administration
| Période                                  | Période   | Identité       | Étiquette | Qualité                   |
| ---------------------------------------- | --------- | -------------- | --------- | ------------------------- |
| 1968                                     | mars 1977 | Hébrard Dupin  |           | Charpentier retraité      |
| mars 1977                                | mars 1989 | Jean Imbert    |           | Receveur des Postes       |
| mars 1989                                | mars 2008 | Alain Gardesse |           | Médecin                   |
| mars 2008                                | mars 2014 | Jean Lagarde   |           | Agriculteur               |
| mars 2014                                | En cours  | Bernard Ajon   | DVG       | Salarié du privé retraité |
| Les données manquantes sont à compléter. |           |                |           |                           |

## Démographie
L'évolution du nombre d'habitants est connue à travers les recensements de la population effectués dans la commune depuis 1800. Pour les communes de moins de 10 000 habitants, une enquête de recensement portant sur toute la population est réalisée tous les cinq ans, les populations de référence des années intermédiaires étant quant à elles estimées par interpolation ou extrapolation. Pour la commune, le premier recensement exhaustif entrant dans le cadre du nouveau dispositif a été réalisé en 2005.

En 2022, la commune comptait 714 habitants, en évolution de −0,56 % par rapport à 2016 (Lot-et-Garonne : −0,18 %, France hors Mayotte : +2,11 %).
| 1800 | 1806 | 1821 | 1831 | 1836 | 1841 | 1846 | 1851 | 1856 |
| ---- | ---- | ---- | ---- | ---- | ---- | ---- | ---- | ---- |
| 590  | 638  | 602  | 620  | 668  | 678  | 678  | 665  | 649  |

| 1861 | 1866 | 1872 | 1876 | 1881 | 1886 | 1891 | 1896 | 1901 |
| ---- | ---- | ---- | ---- | ---- | ---- | ---- | ---- | ---- |
| 590  | 560  | 510  | 498  | 506  | 495  | 472  | 452  | 463  |

| 1906 | 1911 | 1921 | 1926 | 1931 | 1936 | 1946 | 1954 | 1962 |
| ---- | ---- | ---- | ---- | ---- | ---- | ---- | ---- | ---- |
| 473  | 468  | 404  | 421  | 409  | 412  | 421  | 380  | 364  |

| 1968 | 1975 | 1982 | 1990 | 1999 | 2005 | 2006 | 2010 | 2015 |
| ---- | ---- | ---- | ---- | ---- | ---- | ---- | ---- | ---- |
| 400  | 411  | 527  | 534  | 557  | 614  | 622  | 674  | 714  |

| 2020 | 2022 | - | - | - | - | - | - | - |
| ---- | ---- | - | - | - | - | - | - | - |
| 715  | 714  | - | - | - | - | - | - | - |

## Lieux et monuments
- Demeure de Peyroutas

Demeure indiquée comme maison noble sur la carte de Cassini. Les murs en pierre de taille de la tour indiquent une construction de la fin du Moyen Âge. Dans la seconde moitié du XVIIIe siècle, l'édifice est transformé en maison de maître : le corps de logis est reconstruit, la tour d'angle devenant pigeonnier. En 1816, Peyroutas appartient à Guillaume Vacquié, notaire à Villeneuve-sur-Lot. Une vaste écurie en retour figurait sur le plan cadastral de 1811, aujourd'hui démolie. Une grange-étable a été bâtie au XIXe siècle. Le logis a été augmenté au nord à la fin du XIXe siècle ou au début du XXe siècle.
- Les Cornières.

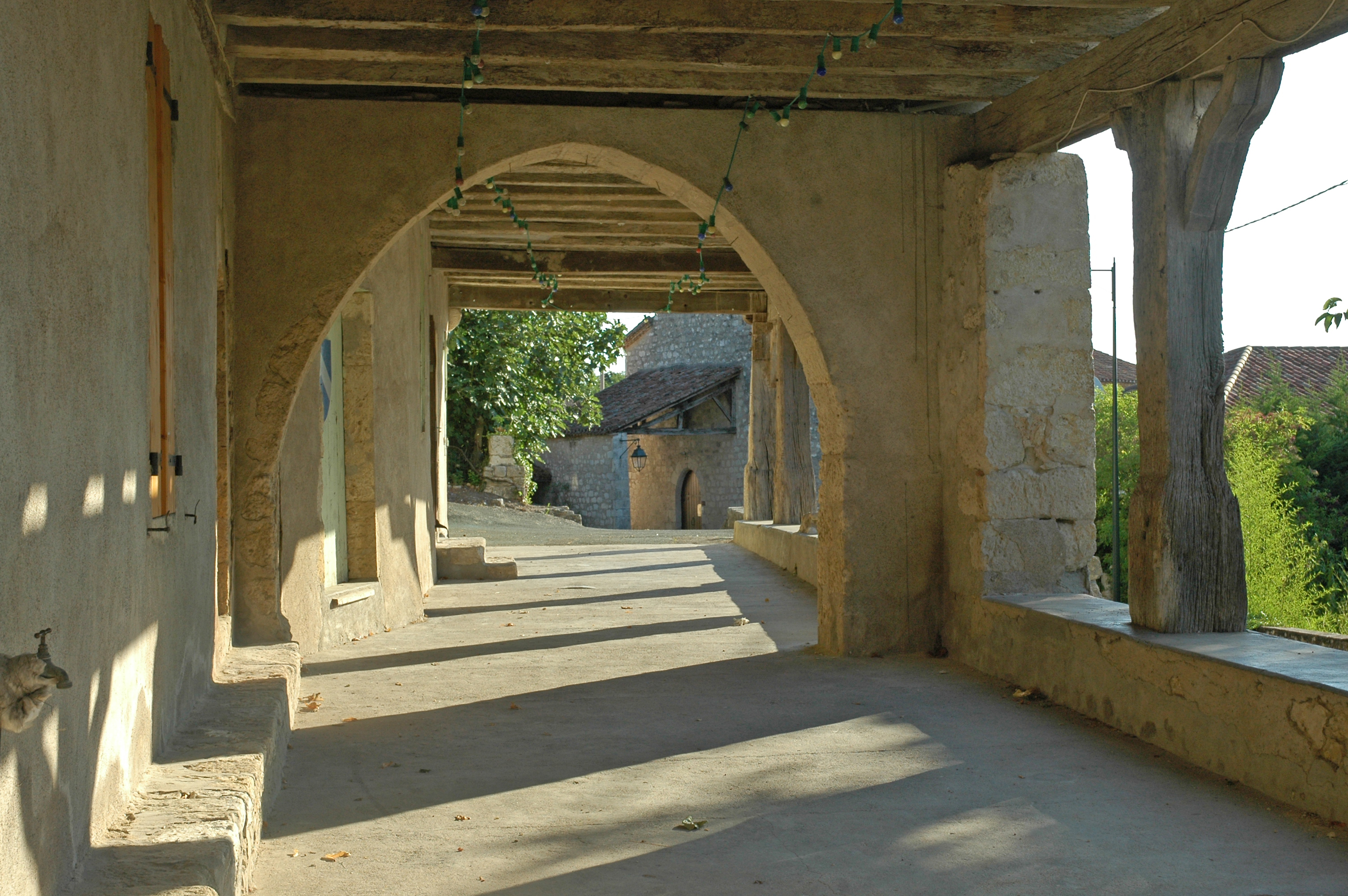
Les Cornières.

Couverts où les hospitaliers antonins accueillaient et soignaient les malades atteints du mal des ardents. Ce lieu abrite aujourd'hui les locaux municipaux.
- Église paroissiale de Saint-Antoine

Une commanderie d'hospitaliers de Saint-Antoine est fondée au Moyen Âge, peut-être au XIVe siècle, dans la paroisse Saint-Martin de Peyrat. En 1572, elle dépendait de l'abbaye de Saint-Antoine de Vienne (Isère) en Dauphiné ; elle est rattachée en 1668 à Saint-Antoine de Pont-Daurat (La Réole) ; la commanderie est incorporée à l'ordre de Malte en 1777, après la suppression de l'ordre des antonins. Une crypte, qui n'est plus accessible, appartient sans doute à la chapelle médiévale.
L'édifice a été reconstruit au XVIe siècle, vraisemblablement après 1551, puisqu'une visite pastorale le juge alors très délabré ; des voûtes d'ogives étaient prévues. Un bas-côté a été ajouté au sud, probablement à la fin du XVIIIe siècle, lorsque la chapelle a commencé à servir d'église paroissiale, l'église Saint-Martin de Peyrat tombant en ruine.
Elle est inscrite à l'Inventaire général du patrimoine culturel.
- Le lac de Peyrat et fontaine

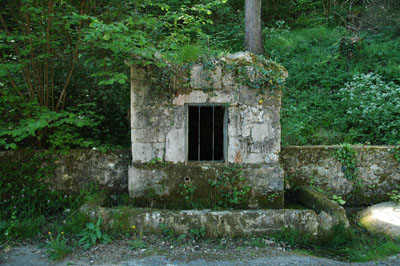
Fontaine de Peyrat.

Après avoir descendu un petit chemin dans la verdure vous aboutissez à un vallon où vous découvrez une fontaine monumentale bâtie en belle pierre et d'un débit très abondant. Avant elle alimentait un grand lavoir toujours en place où, jadis, le village et la région alentour furent bien des fois commentés modifiés et arrangés au goût des lavandières du pays.
Cette source rejoint celle de l'église Saint-Martin et à elles deux donnent naissance au ruisseau de l'Estifflet. Bien qu'un peu éloignées du bourg, ces deux sources ont longtemps fourni l'eau potable à une grande partie du village.
Dans ce cadre champêtre, sur l'emplacement de l'église Saint-Martin, ruinée en 1840, se trouve aujourd'hui le lac de Peyrat, un peu en sommeil, mais il semble qu'il bénéficie d'un grand projet de réhabilitation.
- Manoir de Pech Lambert

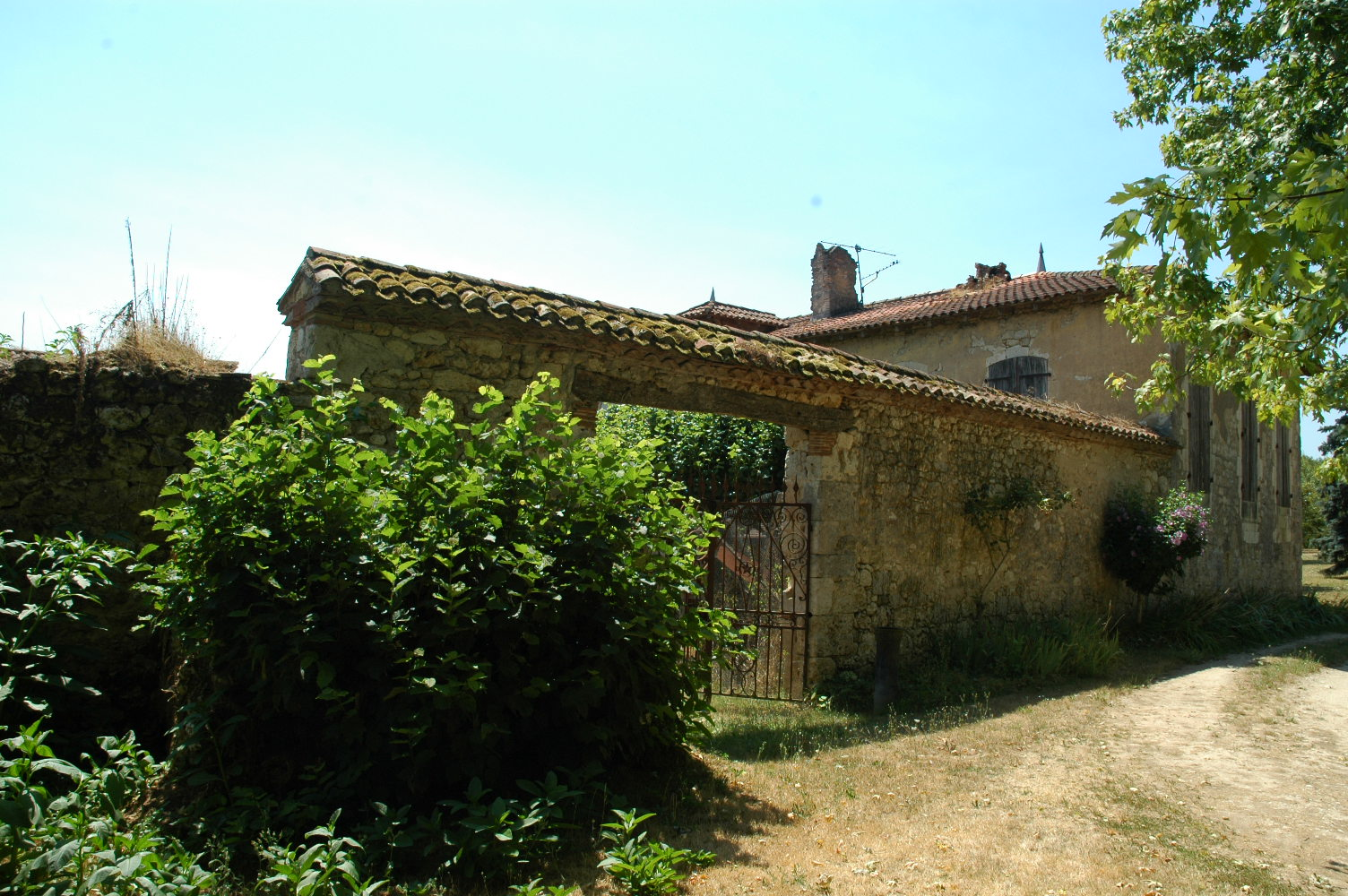
Manoir de Pech Lambert.

D'un édifice du XVIe siècle ne subsistent que quelques vestiges : porte de la cave, appareil du mur nord du logis. Pech Lambert pourrait être identifié avec Pellembert, domaine de la famille noble de Bap au XVIIe siècle. Il est reconstruit en quasi-totalité dans la seconde moitié du XVIIIe siècle, peut-être pour un membre de la famille Ménoire, qui a donné plusieurs consuls à Villeneuve-sur-Lot. Louis Ménoire, colonel d'artillerie, en est propriétaire en 1816. La grange-étable figure sur le plan cadastral de 1811.
Édifice construit autour d'une cour, dont le logis de cinq travées occupe l'aile nord, les dépendances l'aile ouest, l'aile sud qui comportait une chapelle étant en ruine. Pigeonnier carré isolé couvert en tuile plate. Escalier sous lambris de couvrement à voussures.
- Tour de Péchon

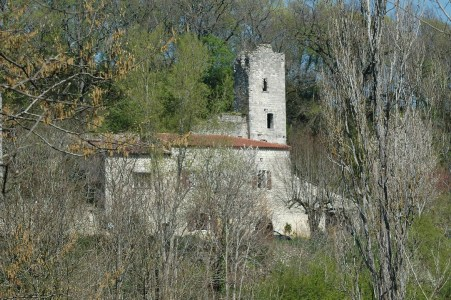
Tour de Pechon.

Maison forte du XIIe siècle ayant appartenu aux Fourcès, famille aujourd'hui dans le Gers, puis aux d'Antré de Lusignan. Durant les guerres de Religion, les propriétaires y entretenaient une petite garnison. À ce jour, il ne reste qu'une tour, propriété privée qui ne se visite pas.
Un grand bâtiment rectangulaire flanqué d'une tour sur l'angle nord-est figure sur le plan cadastral de 1811 : la maison-forte est constituée d'un grand corps de logis en ruine, comprenant une grande salle à l'étage, et d'une tour qui conserve cinq niveaux avec portes en arc brisé et fenêtre trilobée, datable de la fin du XIIIe siècle ou du début du XIVe siècle. Un nouveau logis a été construit devant les ruines de la maison-forte au XVIIIe siècle ou XIXe siècle. La partie arrière du logis est devenue une cour, très endommagée par un incendie dans les années 1960.
(Source : Ministère de la Culture)

## Manifestations
- en mars : Carnaval
- en mai ou juin : bourse aux vélos, créée en 2014, à l’initiative de LGP, le club de vélo local, .
- en août : Fête du village - Deuxième weekend d'août
- 3ème week-end d'août : Festival de musiques sacrées du monde, créé en 2015
- en septembre : Journées du Patrimoine

## Personnalités liées à la commune
- Anne Kjærsgaard (1933, Copenhague - 1990, Neuvy-Deux-Clochers), céramiste.
- Marceau Esquieu, enseignant, écrivain, poète et conteur occitan.